# 순화원비
순화원비 홍씨(順和院妃 洪氏, ? ~ 1306년 9월 21일(음력 8월 13일))는 고려의 제26대 왕 충선왕의 제4비이다.

## 생애
본관은 남양으로, 남양부원군 홍규와 광주군대부인 김씨의 셋째 딸이다. 충숙왕의 비이자 충혜왕, 공민왕의 모후인 공원왕후(명덕태후)의 언니이다.
《고려사》는 그녀의 자세한 생애에 대해 이렇다 할 기록을 남기지 않고 있다. 1306년(충렬왕 32년) 음력 8월 13일에 사망하였다. 시호는 순화원비(順和院妃)이며, 능지에 대한 기록 역시 남아있지 않아 알 수 없다. 자녀는 없었다.

## 가족 관계
- 아버지 : 홍규(洪奎, 1242~1316[5])
- 어머니 : 광주군대부인 김씨(光州郡大夫人 金氏, 생몰년 미상)
  - 동생 : 충숙왕 제3비 공원왕후(恭元王后, 명덕태후, 1298~1308)
    - 조카 : 제28대 충혜왕(忠惠王, 1315~1344, 재위:1330~1332, 1339~1344)
    - 조카 : 제31대 공민왕(恭愍王, 1330~1374, 재위:1331~1374)
- 시아버지 : 제25대 충렬왕(忠烈王, 1236~1308, 재위:1274~1298, 1298~1308)
  - 남편 : 제26대 충선왕(忠宣王, 1275~1325, 재위 : 1298, 1308~1313)